# 藤牡丹属
藤牡丹属（学名：Anplectrum）是野牡丹科下的一个属，为缠绕状灌木植物。该属共有2种，分布于印度至马来西亚。